# Antarctoscyphus admirabilis
Antarctoscyphus admirabilis är en nässeldjursart som beskrevs av Peña-Cantero, Svoboda och Vervoort 1999. Antarctoscyphus admirabilis ingår i släktet Antarctoscyphus och familjen Sertulariidae.
Artens utbredningsområde är Södra Ishavet. Inga underarter finns listade i Catalogue of Life.